# Бузник, Виктор Михайлович
Виктор Михайлович Бузник (1914, с. Терновка, ныне в черте г. Николаев — 1968, Николаев) — советский учёный в области теплотехники и судовых котлов.

## Биография
По национальности болгарин. Окончил Одесский энергетический техникум (1933) и Николаевский корабельный институт (1941).
Дежурный инженер (1933—1935), начальник турбинного цеха (1937—1941) Николаевской электростанции.
С 1941 года на научно-педагогической работе в НКИ: ассистент, преподаватель, с 1947 — доцент кафедры судовых паровых котлов, с 1953 — декан машиностроительного факультета, с 1959 зав. кафедрой теоретической теплотехники и судовых паровых котлов, с 1965 ректор НКИ.

## Награды и звания
Кандидат (1946), доктор (1961) технических наук, профессор (1961).
Член-корреспондент АН УССР (1967). Заслуженный деятель науки и техники УССР.
Награждён двумя орденами Трудового Красного Знамени.

## Научные труды
Автор монографий по теплотехнике и судовым паровым котлам.
Сочинения:
- Интенсификация теплообмена в судовых установках. — Л., «Судостроение», 1969;
- Проектирование судовых паровых котлов. — Л., «Судпромгиз», 1954;
- Судовые парогенераторы, — Л., «Судостроение», 1970;
- Теплопередача в судовых энергетических установках. — Л., «Судостростроение», 1967.

## Память
Именем Бузника назван теплоход Черноморского морского пароходства и улица в Николаеве.

## Семья
Сын — Бузник, Михаил Христофорович — поэт.
Дочь Бузник Елена Викторовна (8.04.1948 — 23.02.2022) — врач